# Statistique monumentale du Calvados
La Statistique monumentale du Calvados est une œuvre collective dirigée par l'historien et archéologue français Arcisse de Caumont. L’œuvre, voulue comme un état des lieux exhaustif du patrimoine du département au milieu du XIXe siècle, constitue un incontournable historiographique en particulier du fait des nombreuses destructions subies par la zone lors de la bataille de Normandie. 

## Genèse
Arcisse de Caumont décide de publier l'ouvrage dès les années 1820 mais la mise sous presse du premier volume n'intervient qu'en 1842. Outre les notices, l'ouvrage comporte de nombreuses illustrations.
Initialement prévu en quatre tomes, l'ouvrage en compte finalement cinq. Les arrondissements de Pont-l’évêque et Lisieux, prévus pour être rassemblés, font l'objet d'un volume chacun.
La statistique monumentale se veut exhaustive, et de Caumont signale qu'aucune publication antérieure ne répond à « la rigoureuse acception du mot ».
La description des différents édifices se fait par commune et par canton. Les articles consacrés aux commune sont également formalisés.
Arcisse de Caumont regrette n'avoir visité qu'une seule fois certains édifices ; il énonce le côté ingrat de la tâche, « il faut un zèle tant soit peu robuste pour s'enfoncer dans les campagnes où l'on ne trouve souvent que de modestes églises, d'un intérêt minime, tandis que d'autres voyages, entrepris plus commodément, feraient voir tant de chefs d’œuvre et de monuments du premier ordre dans les villes ». Bien que non exemptes de défauts, il estime important et utile de publier ses notes.
Même si Arcisse de Caumont a rédigé lui-même la plupart des notices, certaines communes sont traitées par d'autres auteurs qui sont crédités par une note.

## Structure de l'œuvre
- Tome I : Cantons de Caen, Evrecy, Villers-Bocage, Tilly , Creully et Douvres, 1846 [Lire en ligne : 1ère edition] ;
- Tome II : Cantons de Troarn, Bourguébus, Bretteville-sur-Laise, Couliboeuf, Falaise et Harcourt, 1850 [Lire en ligne : 1ère édition] ;
- Tome III : Arrondissements de Bayeux et Vire, 1857 [Lire en ligne : 1ère édition] ;
- Tome IV : Arrondissement de Pont-Lévêque, 1862 [Lire en ligne : 1ère édition] ;
- Tome V : Arrondissement de Lisieux, 1867 [Lire en ligne : 1ère edition] ;

## Pérennité
L'ouvrage fait l'objet d'un projet de mise à jour dans la revue Le Pays d'Auge à la fin des années 1950.
La dernière réédition date de 2018.